# Kate McKinnon
Kate McKinnon Berthold (New York, 1984. január 6. –) kétszeres Primetime Emmy-díjas amerikai színésznő, humorista.

## Élete és pályafutása
Édesanyja, Laure Campbell nevelési tanácsadó, édesapja, Michael Thomas Berthold építész. Egy húga van, Emily. Még csak tizennyolc éves volt, amikor elveszítette apját. Már fiatalon komoly érdeklődést mutatott az előadóművészet és a zene iránt. Zongorázni, gitározni és csellózni tanult. Az érettségi után felvételt nyert a Columbia Egyetem színház szakára, ahol megalapította a Tea Party nevű társulatot, mely humoros, zenés improvizációkra specializálódott.
Pályafutását 2007-ben a The Big Gay Sketch Show című tévés produkcióban kezdte, melynek három teljes évadon át volt állandó szereplője. 2008-tól a New York-i székhelyű Upright Citizens Brigade Theatre társulatának tagja. Tévés, színházi és filmszerepei mellett számos produkcióban működött közre szinkronszínészként. Legnagyobb sikerét a Saturday Night Live-nak köszönhetően érte el, melyben 2012-től rendszeresen láthatta őt a közönség. Kimagasló teljesítményét és komikusi vénáját a szakma is elismerte, eddig három alkalommal jelölték Emmy-díjra. Húgával, Emily Lynne-nel Notary Publix címmel saját websorozatot indított, melyben többen is vendégszerepeltek a Saturday Night Live stábjából.
Mellékszerepben láthattuk a Ted 2-ben, a Lánytesókban, de hangját kölcsönözte az Angry Birds című animációs film egyik karakterének is. Szerepet kapott a Szellemirtók (2016) női rebootjában, melyben Jillian Holtzmann szerepében láthattuk.

## Filmográfia

### Film
| Év   | Magyar cím              | Eredeti cím                                     | Szerep                                              | Magyar hang     |
| ---- | ----------------------- | ----------------------------------------------- | --------------------------------------------------- | --------------- |
| 2010 |                         | Mr. Ross (rövidfilm)                            | Debby                                               |                 |
| 2011 |                         | Elizabeth Taylor's Video Will (rövidfilm)       | Elizabeth Taylor                                    |                 |
| 2011 |                         | Pudding Face (rövidfilm)                        | Amy                                                 |                 |
| 2012 |                         | My Best Day                                     | Heather                                             |                 |
| 2012 |                         | Hannah Has a Ho-Phase                           | Nicky                                               |                 |
| 2014 |                         | Life Partners                                   | Trace                                               |                 |
| 2014 |                         | Balls Out                                       | Vicky Albrecht                                      |                 |
| 2015 |                         | Giant Sloth (rövidfilm)                         | Nina (hangja)                                       |                 |
| 2015 | Ted 2.                  | Ted 2                                           | önmaga                                              |                 |
| 2015 |                         | Staten Island Summer                            | Mrs. Bandini Jr.                                    |                 |
| 2015 | Lánytesók               | Sisters                                         | Sam                                                 |                 |
| 2016 | Angry Birds – A film    | The Angry Birds Movie                           | Stella / Eva (hangja)                               | Csifó Dorina    |
| 2016 | Angry Birds – A film    | The Angry Birds Movie                           | Stella / Eva (hangja)                               | Hábermann Lívia |
| 2016 | Szenilla nyomában       | Finding Dory                                    | Inez (hangja)                                       | Náray Erika     |
| 2016 | Szellemirtók            | Ghostbusters                                    | Dr. Jillian Holtzmann                               | Peller Anna     |
| 2016 | Lángelmék               | Masterminds                                     | Jandice Gartrell                                    | Peller Anna     |
| 2016 | Hivatali karácsony      | Office Christmas Party                          | Mary Winetoss                                       | F. Nagy Erika   |
| 2017 | Csajok hajnalig         | Rough Night                                     | Pippa / Kiwi                                        | Peller Anna     |
| 2017 | Balerina                | Ballerina                                       | Régine Le Haut / Felicie anyja / Anyafőnök (hangja) |                 |
| 2017 | Ferdinánd               | Ferdinand                                       | Lupe (hangja)                                       | Kéri Kitty      |
| 2018 |                         | Irreplaceable You                               | félig tele a pohár Kate                             |                 |
| 2018 | A család                | Family                                          | Jill                                                |                 |
| 2018 | A kém, aki dobott engem | The Spy Who Dumped Me                           | Morgan Freeman                                      | Peller Anna     |
| 2019 | Yesterday               | Yesterday                                       | Debra Hammer                                        | Peller Anna     |
| 2019 | Botrány                 | Bombshell                                       | Jess Carr                                           | F. Nagy Erika   |
| 2020 |                         | The Magic School Bus Rides Again: Kids in Space | Miss Fiona Frizzle (hangja)                         |                 |
| 2022 | A buborék               | The Bubble                                      | Paula                                               | Peller Anna     |
| 2022 | DC Szuperállatok Ligája | DC League of Super-Pets                         | Lulu (hangja)                                       | Gubik Petra     |
| 2023 | Barbie                  | Barbie                                          | furcsa Barbie                                       | Peller Anna     |
| 2025 | Egy Minecraft-film      | A Minecraft Movie                               | Alex (hangja) (stáblistán nincs feltűntetve)        |                 |

## Díjak és jelölések
| Év   | Díj                                        | Kategória                                                                   | Műsor                               | Eredmény |
| ---- | ------------------------------------------ | --------------------------------------------------------------------------- | ----------------------------------- | -------- |
| 2009 | NewNowNext Awards                          | Brink of Fame: Comic                                                        | Brink of Fame: Comic                | díj      |
| 2010 | ECNY Awards                                | Emerging Comic Award                                                        | Emerging Comic Award                | jelölés  |
| 2012 | Ashland Independent Film Festival Award    | Special Jury Mention for Acting Ensemble: Feature                           | My Best Day                         | díj      |
| 2013 | EWwy Award                                 | Best Supporting Actress in a Comedy Series                                  | Saturday Night Live                 | jelölés  |
| 2013 | Gold Derby Awards                          | Breakthrough Performer of the Year                                          | Saturday Night Live                 | jelölés  |
| 2013 | Online Film & Television Association Award | Best Female Performance in a Fiction Program                                | Saturday Night Live                 | jelölés  |
| 2014 | American Comedy Award                      | Comedy Supporting Actress – TV                                              | Saturday Night Live                 | díj      |
| 2014 | Behind The Voice Actors Awards             | Best Vocal Ensemble in a TV Special/Direct-to-DVD Title or Theatrical Short | Toy Story of Terror!                | jelölés  |
| 2014 | Dorian Award                               | Wilde Wit of the Year                                                       | Wilde Wit of the Year               | jelölés  |
| 2014 | Gold Derby Awards                          | Best Variety Performer                                                      | Saturday Night Live                 | jelölés  |
| 2014 | Online Film & Television Association Award | Best Female Performance in a Fiction Program                                | Saturday Night Live                 | jelölés  |
| 2014 | Primetime Emmy Award                       | Outstanding Supporting Actress in a Comedy Series                           | Saturday Night Live                 | jelölés  |
| 2014 | Primetime Emmy Award                       | Outstanding Original Music and Lyrics                                       | Saturday Night Live                 | jelölés  |
| 2015 | Gold Derby Awards                          | Best Variety Performer                                                      | Saturday Night Live                 | jelölés  |
| 2015 | Online Film & Television Association Award | Best Female Performance in a Fiction Program                                | Saturday Night Live                 | jelölés  |
| 2015 | Online Film & Television Association Award | Best Ensemble in a Fiction Program                                          | Saturday Night Live                 | jelölés  |
| 2015 | Primetime Emmy Award                       | Outstanding Supporting Actress in a Comedy Series                           | Saturday Night Live                 | jelölés  |
| 2016 | Gold Derby Awards                          | Best Variety Performer                                                      | Saturday Night Live                 | jelölés  |
| 2016 | Online Film & Television Association Award | Best Female Performance in a Variety Program                                | Saturday Night Live                 | jelölés  |
| 2016 | Online Film & Television Association Award | Best Ensemble in a Variety, Reality or Non-Fiction Program                  | Saturday Night Live                 | díj      |
| 2016 | Primetime Emmy Award                       | Outstanding Supporting Actress in a Comedy Series                           | Saturday Night Live                 | díj      |
| 2016 | Critics' Choice Television Award           | Best Actress in a Comedy Series                                             | Saturday Night Live                 | díj      |
| 2016 | The Advocate Awards                        | The Advocate's Person of the Year                                           | The Advocate's Person of the Year   | döntős   |
| 2016 | USA Today Awards                           | USA Today's Entertainer of the Year                                         | USA Today's Entertainer of the Year | díj      |
| 2016 | Critics' Choice Award                      | Best Actress in a Comedy Movie                                              | Ghostbusters                        | jelölés  |
| 2016 | San Diego Film Critics Society Awards      | Best Comedic Performance                                                    | Ghostbusters                        | jelölés  |
| 2016 | Women Film Critics Circle                  | Best Comedic Actress                                                        | Ghostbusters                        | díj      |
| 2016 | Women Film Critics Circle                  | Best Female Action Hero                                                     | Ghostbusters                        | díj      |
| 2016 | Women Film Critics Circle                  | Best Ensemble                                                               | Ghostbusters                        | jelölés  |
| 2017 | Saturn Award                               | Best Supporting Actress                                                     | Ghostbusters                        | jelölés  |
| 2017 | People's Choice Awards                     | Favorite Comedic Collaboration                                              | Saturday Night Live                 | jelölés  |
| 2017 | Dorian Awards                              | T.V. Musical Performance of the Year                                        | Saturday Night Live                 | díj      |
| 2017 | Dorian Awards                              | Wilde Wit of the Year                                                       | Wilde Wit of the Year               | jelölés  |
| 2017 | Dorian Awards                              | Wildest Artist of the Year                                                  | Wildest Artist of the Year          | díj      |
| 2017 | Daytime Emmy Award                         | Outstanding Performer in an Animated Program                                | Nature Cat                          | jelölés  |
| 2017 | Primetime Emmy Award                       | Outstanding Supporting Actress in a Comedy Series                           | Saturday Night Live                 | díj      |
| 2018 | MTV Movie & TV Awards                      | Best Comedic Performance                                                    | Saturday Night Live                 | jelölés  |
| 2018 | Primetime Emmy Award                       | Outstanding Supporting Actress in a Comedy Series                           | Saturday Night Live                 | jelölés  |

## Fordítás
Ez a szócikk részben vagy egészben  a   Kate McKinnon című angol Wikipédia-szócikk ezen változatának fordításán alapul.  Az eredeti cikk szerkesztőit annak laptörténete sorolja fel. Ez a jelzés csupán a megfogalmazás eredetét és a szerzői jogokat jelzi, nem szolgál a cikkben szereplő információk forrásmegjelöléseként.